# John Block
John William Block, Jr. (Glendale, California, 16 de abril de 1944) es un exjugador y exentrenador de baloncesto estadounidense que disputó diez temporadas en la NBA en siete equipos diferentes. Con 2,06 metros de estatura, jugaba en la posición de ala-pívot. Fue All-Star de la NBA en 1973. Tras retirarse del baloncesto en activo fue entrenador en varias universidades norteamericanas, para posteriormente dedicarse a crear un proyecto deportivo en Benín, así como otras actividades para jóvenes en su país.

## Trayectoria deportiva

### Universidad
Jugó durante dos temporadas con los Trojans de la Universidad del Sur de California, en las que promedió 18,2 puntos y 9,3 rebotes por partido. En 1966 consiguió el récord de la Pacific Ten Conference de anotación en una temporada, promediando 27,7 puntos por partido (hoy en día, segundo de la historia de la conferencia). Fue elegido All-American en 1966, y conserva todavía varios récords tanto de su universidad como de la conferencia, como el de mejor porcentaje de tiros libres en un partido, con 21 de 21 anotados ante Washington Huskies, o el de más puntos en un partido, récord de la USC, con 45, en el mismo encuentro.

### Profesional

#### Primeros años en California: de Los Ángeles a San Diego (1967-1971)
Fue elegido en el puesto vigésimo séptimo, en la tercera ronda del Draft de la NBA de 1966 por Los Angeles Lakers. Su primera temporada estuvo plagada de lesiones, que solo le permitieron aparecer en 22 partidos, jugando en ellos apenas 5 minutos por detrás de hombres como Elgin Baylor o Darrall Imhoff. Promedió únicamente 2,9 puntos y 2,0 rebotes por partido, disputando tan solo un minuto en los Playoffs de 1967.
Al año siguiente se incorporaron dos nuevos equipos a la competición, los Seattle Supersonics y los San Diego Rockets, celebrándose el clásico draft de expansión, eligiendo este último equipo a Block. El equipo, entrenado por Jack McMahon, tuvo una temporada irregular, pero Block destacó por encima de todos los jugadores, sorprendiendo a muchos al promediar 20,2 puntos y 11,0 rebotes por partido, a pesar de haberse perdido 30 encuentros de la temporada regular al romperse una mano. En la temporada 1968-69 se incorporó al equipo la estrella Elvin Hayes, un jugador de similares características físicas que Block, que dio estabilidad al equipo, logrando clasificarse por primera vez en su historia para los playoffs. Block colaboró con 15,3 puntos y 9,0 rebotes.
En la temporada 1969-70 por fin le respetaron las lesiones, disputando los 82 partidos de la fase regular, acabando el año con unos promedios similares al año anterior, 14,5 puntos y 7,4 rebotes. Sin embargo el equipo, con Alex Hannum en el banquillo tras un mal comienzo de McMahon, no pudo repetir el éxito del año anterior, acabando con un pobre balance de 27 victorias y 55 derrotas, últimos de la División Oeste. Al año siguiente fue perdiendo progresivamente protagonismo en el equipo, saliendo desde el banquillo y jugando solo 20 minutos por partido. Sus estadísticas bajaron hasta los 9,6 puntos y 6,1 rebotes, en la que sería su última temporada en los Rockets.

#### De Milwaukee a Kansas, pasando por Philadelphia (1971-1973)
Los Rockets se trasladaron a Houston en la temporada 1970-71, y Block fue traspasado junto con Toby Kimball a los vigentes campeones de la liga, los Milwaukee Bucks, un equipo liderado por dos grandes estrellas, Kareem Abdul Jabbar y Oscar Robertson, donde ejerció como tercer alero del equipo, tras Bob Dandridge y Jon McGlocklin. Lideraron la división Oeste con 63 victorias y 19 derrotas, con Block aportando 8,5 puntos y 5,2 rebotes por noche. Cuando todo el mundo les daba como favoritos para revalidar el título, en las Finales de Conferencia ante Los Angeles Lakers, el entrenador, Larry Costello, decidió jugarse la eliminatoria prácticamente con el cinco titular todo el partido en pista, lo que hizo que el cansancio hiciese mella en los jugadores, perdiendo el pase a las Finales de la NBA por 4-2.
En la temporada 1972-73, Block fue traspasado a unos Philadelphia 76ers en proceso de renovación, equipo en el que consiguió de nuevo la titularidad. El equipo, que había perdido durante el verano a su gran estrella, Billy Cunningham, que decidió marcharse a la ABA, estaba entrenado por el novato en estas lides Roy Rubin, que fue despedido tras un catastrófico inicio de temporada, en el que el equipo ganó 4 partidos y perdió 47. A pesar de ello, la temporada que realizó Block fue fantástica, promediando 17,9 puntos y 9,2 rebotes, siendo elegido para disputar el que sería el único All-Star Game de su carrera, del que tan solo pudo disfrutar de 5 minutos de juego, en los que anotó 4 puntos y capturó 2 rebotes. Afortunadamente para Block, tras la contratación por parte de los Sixers de Leroy Ellis, un jugador de similares características, fue traspasado pocas fechas después del All-Star al renombrado equipo de los Kansas City-Omaha Kings, denominados hasta la temporada anterior Cincinnati Royals. Los Kings acabaron esa temporada con 36 victorias y 46 derrotas, con Block en el quinteto titular junto a jugadores de la talla del base Nate Archibald y el pívot Sam Lacey.
Al año siguiente los Kings se harían en el Draft con los servicios de Ron Behagen, volviendo Block al banquillo de los suplentes. Tras promediar 8,7 puntos y 4,7 rebotes, se vería de nuevo en la situación de jugador elegible para el draft de expansión de la temporada siguiente.

#### New Orleans y Chicago: el ocaso (1974-1976)
Ya con 30 años, fue elegido en el draft de expansión por los recién creados New Orleans Jazz,  un equipo construido alrededor de su gran estrella, Pistol Pete Maravich. Block apenas jugó en cuatro partidos antes de ser traspasado a Chicago Bulls. El equipo, liderado por Bob Love y Norm Van Lier, acabó esa temporada regular con 47 victorias y 35 derrotas, con Dick Motta como entrenador. Block fue de nuevo el tercer alero del equipo. Los Bulls batieron con facilidad en la primera ronda de los playoffs a los Kings, encontrándose en segunda ronda con Golden State Warriors, en las series más duras de todo el campeonato. Golden Stata acabó ganando por 4 a 3, tras no utilizar el entrenador de los Bulls a Nate Thurmond en el quinteto titular y tener poca aportación de los jugadores de banquillo. Block jugó 9 minutos por partido, promediando 3,3 puntos y 1,5 rebotes.
En el verano de 1975 recibió una oferta para jugar en la ABA por parte de los San Diego Conquistadors, pero la rechazó, quedándose en Chicago, donde jugó en dos partidos en el otoño de ese mismo año, con un total de 7 minutos en pista. Viéndose atrapado por su contrato y sin opciones apenas de jugar, a los 31 años optó por la retirada. En sus 10 temporadas como profesional promedió 11,9 puntos, 6,6 rebotes y 1,3 asistencias por partido.

## Estadísticas de su carrera en la NBA

### Temporada regular
| Temporada | Edad | Equipo                  | Liga | P   | TIT | MIN  | TC  | TCA  | %TC  | 3P | 3PA | %3P | TL  | TLA | %TL  | R.OF. | R.DEF. | REB  | ASIS | ROB | TAP | PER | FP  | PTS  |
| 1966-67   | 22   | Los Angeles Lakers      | NBA  | 22  |     | 5.4  | 0.9 | 2.4  | .385 |    |     |     | 1.1 | 1.5 | .706 |       |        | 2.0  | 0.2  |     |     |     | 0.9 | 2.9  |
| 1967-68   | 23   | San Diego Rockets       | NBA  | 52  |     | 34.7 | 7.0 | 16.6 | .423 |    |     |     | 6.1 | 7.6 | .802 |       |        | 11.0 | 1.4  |     |     |     | 3.6 | 20.2 |
| 1968-69   | 24   | San Diego Rockets       | NBA  | 78  |     | 31.9 | 5.7 | 13.6 | .422 |    |     |     | 3.8 | 5.1 | .748 |       |        | 9.0  | 1.8  |     |     |     | 3.2 | 15.3 |
| 1969-70   | 25   | San Diego Rockets       | NBA  | 82  |     | 26.2 | 5.5 | 12.5 | .442 |    |     |     | 3.5 | 4.5 | .782 |       |        | 7.4  | 1.7  |     |     |     | 3.4 | 14.5 |
| 1970-71   | 26   | San Diego Rockets       | NBA  | 73  |     | 20.1 | 3.4 | 8.0  | .420 |    |     |     | 2.9 | 3.7 | .785 |       |        | 6.1  | 1.3  |     |     |     | 2.6 | 9.6  |
| 1971-72   | 27   | Milwaukee Bucks         | NBA  | 79  |     | 19.3 | 2.9 | 6.7  | .440 |    |     |     | 2.6 | 3.5 | .749 |       |        | 5.2  | 1.2  |     |     |     | 2.7 | 8.5  |
| 1972-73   | 28   | TOTAL                   | NBA  | 73  |     | 28.0 | 5.4 | 12.1 | .441 |    |     |     | 4.1 | 5.2 | .794 |       |        | 7.7  | 1.5  |     |     |     | 3.3 | 14.8 |
| 1972-73   | 28   | Philadelphia 76ers      | NBA  | 48  |     | 32.5 | 6.5 | 14.7 | .441 |    |     |     | 4.9 | 6.3 | .781 |       |        | 9.2  | 2.0  |     |     |     | 3.6 | 17.9 |
| 1972-73   | 28   | Kansas City-Omaha Kings | NBA  | 25  |     | 19.3 | 3.2 | 7.2  | .444 |    |     |     | 2.6 | 3.0 | .842 |       |        | 4.8  | 0.8  |     |     |     | 2.8 | 9.0  |
| 1973-74   | 29   | Kansas City-Omaha Kings | NBA  | 82  |     | 21.7 | 3.4 | 7.7  | .434 |    |     |     | 2.0 | 2.5 | .796 | 1.6   | 3.2    | 4.7  | 1.1  | 0.8 | 0.4 |     | 2.8 | 8.7  |
| 1974-75   | 30   | TOTAL                   | NBA  | 54  |     | 17.4 | 2.9 | 6.4  | .460 |    |     |     | 2.1 | 2.7 | .792 | 1.3   | 3.0    | 4.3  | 0.9  | 0.8 | 0.6 |     | 2.2 | 8.0  |
| 1974-75   | 30   | New Orleans Jazz        | NBA  | 4   |     | 14.3 | 2.3 | 7.3  | .310 |    |     |     | 2.3 | 2.5 | .900 | 1.5   | 3.0    | 4.5  | 1.8  | 1.0 | 0.3 |     | 2.8 | 6.8  |
| 1974-75   | 30   | Chicago Bulls           | NBA  | 50  |     | 17.6 | 3.0 | 6.3  | .473 |    |     |     | 2.1 | 2.7 | .784 | 1.3   | 3.0    | 4.3  | 0.9  | 0.8 | 0.6 |     | 2.2 | 8.1  |
| 1975-76   | 31   | Chicago Bulls           | NBA  | 2   |     | 3.5  | 1.0 | 2.0  | .500 |    |     |     | 0.0 | 1.0 | .000 | 0.0   | 1.0    | 1.0  | 0.0  | 0.5 | 0.0 |     | 1.0 | 2.0  |
| Total     |      |                         | NBA  | 597 |     | 24.0 | 4.3 | 10.0 | .433 |    |     |     | 3.2 | 4.1 | .778 | 1.4   | 3.1    | 6.6  | 1.3  | 0.8 | 0.5 |     | 2.9 | 11.9 |

### Playoffs
| Temporada | Edad | Equipo             | Liga | P  | MIN | TCA | TC  | 3PA | 3P | TLA | TL | R.OF. | REB | ASIS | ROB | TAP | PER | FP | PTS | %TC  | %3P | %FT  | MIN  | PTS  | REB | AST |
| 1966-67   | 22   | Los Angeles Lakers | NBA  | 1  | 1   | 0   | 0   |     |    | 0   | 0  |       | 0   | 0    |     |     |     | 0  | 0   |      |     |      | 1.0  | 0.0  | 0.0 | 0.0 |
| 1968-69   | 24   | San Diego Rockets  | NBA  | 5  | 97  | 24  | 45  |     |    | 14  | 18 |       | 14  | 3    |     |     |     | 18 | 62  | .533 |     | .778 | 19.4 | 12.4 | 2.8 | 0.6 |
| 1971-72   | 27   | Milwaukee Bucks    | NBA  | 11 | 156 | 20  | 52  |     |    | 15  | 18 |       | 55  | 6    |     |     |     | 15 | 55  | .385 |     | .833 | 14.2 | 5.0  | 5.0 | 0.5 |
| 1974-75   | 30   | Chicago Bulls      | NBA  | 4  | 34  | 6   | 15  |     |    | 1   | 3  | 2     | 6   | 0    | 4   | 0   |     | 5  | 13  | .400 |     | .333 | 8.5  | 3.3  | 1.5 | 0.0 |
| Total     |      |                    | NBA  | 21 | 288 | 50  | 112 |     |    | 30  | 39 | 2     | 75  | 9    | 4   | 0   |     | 38 | 130 | .446 |     | .769 | 13.7 | 6.2  | 3.6 | 0.4 |

## Vida posterior
Tras dejar el baloncesto en activo, fue entrenador asistente de los Aztecs de la Universidad Estatal de San Diego, atravesando la ciudad al año siguiente para ser el entrenador principal de los Toreros de la Universidad de California San Diego, donde permanecería durante tres temporadas. De allí se iría a Tulsa, donde fue entrenador asistente de los Oral Roberts Golden Eagles, para posteriormente convertirse en el director deportivo del Gordon College en Wenham, Massachusetts durante cinco años. Las seis siguientes temporadas fue el director deportivo y entrenador de baloncesto en el Bethany College en Scotts Valley, California. Se retiró de los banquillos en la temporada 1999-2000, donde, tras cinco años dirigiendo a la pequeña Universidad Point Loma Nazarene, consiguió ganar el título de conferencia, clasificando por primera vez en 13 años al equipo al torneo de la NAIA. Esa temporada fue elegido Entrenador del Año de la GSAC.
Más recientemente, Block, junto con su hijo Jeff y un amigo del entrenador, Al Nordquist, viajaron a Benín, en África, donde coordinaron diversos clinics de baloncesto, entrevistándose con el presidente de aquel país, Mathieu Kérékou, para crear un programa de baloncesto y una academia educativa en Benín.
Como miembro de Young Life, una organización cristiana de jóvenes en Colorado Springs, fundó el denominado Oakbridge Christian Family and Sports Camp en Ramona, un campamento deportivo de verano. John y su mujer, Margie, residen en la actualidad en Point Loma, un barrio residencial de la ciudad de San Diego.